# NGC 3231
NGC 3231 - розсіяне скупчення розташоване у сузір'ї Велика Ведмедиця. Відкривачем цього об'єкта є Джон Гершель, який уперше спостерігав за ним у 1832 році. Скупчення міститься в оригінальній редакції Нового загального каталогу.

## Характеристики
До складу NGC 3231 входить близько 40 зір. Відстань до скупчення складає 1.08 кпк, його радіус - 2.82 пк. NGC 3231 - досить старе скупчення, його вік - близько 2 млрд років. Воно вже майже розсіялось, хоча на початку свого існування могло налічувати більше тисячі зір.

## Спостереження
Зорі скупчення розташовані на ділянці неба діаметром 9'. 8 найяскравіших з них мають зоряну величину 11m-13m. NGC 3231 знаходиться на відстані близько 10о від зорі Дубхе в напрямку сузір'я Жирафа.